# アッピア街道州立公園
アッピア街道州立公園（イタリア語: Parco Regionale dell'Appia Antica）はイタリア ラツィオ州の州立公園で、アッピア街道の起点であるローマの南東郊外に位置する。チャンピーノ、マリーノおよびローマの各市域を含む、面積3,370ヘクタールの公園である。

## アッピア街道
公園内を通るアッピア街道は、マイルストーン1から10までが設置されている。
- 第1マイルストーン

サン・セバスティアーノ門とVia Ciliciaの間
- 第2マイルストーン

サン・セバスティアーノのカタコンベから少し南
- 第3マイルストーン

チェチーラ・メテッラの墓付近
- 第4マイルストーン

Via dei Lugari交差点付近
- 第5マイルストーン

Tumulo dei Curiazi付近
- 第6マイルストーン

Casal Rotondo付近

## 見所
公園内の考古遺跡の主な見所には次のようなものがある。
- サン・セバスティアーノ門
- ドミネ・クォ・ヴァディス教会
- Chiesa di S. Urbano
- Tombe Latine
- サン・カッリストのカタコンベ（英語版）
- サン・セバスティアーノのカタコンベ（英語版）
- マクセンティウスの競技場とウァレリウス・ロムルスの墓
- チェチーラ・メテッラの墓
- クィンティルスのヴィッラ（英語版）
- ローマ水道橋公園（クラウディア水道とフェリクス水道）
- Ipogeo di Vibia
- Catacombe Ebraiche di Vigna Randanini

- サン・セバスティアーノ門
- ドミネ・クォ・ヴァディス教会
- Chiesa di S. Urbano
- Tombe Latine
- サン・カッリストのカタコンベ
- サン・セバスティアーノのカタコンベ
- マクセンティウスの競技場
- ウァレリウス・ロムルスの墓
- チェチーラ・メテッラの墓
- クィンティルスのヴィッラ
- ローマ水道橋公園

## アクセス
公園事務所、ビジターセンター及びレンタル自転車貸出所
- ATAC 路線バス 118, 218系統 Appia Antica - Domine Quo Vadis バス停下車
- archeobus

カファレラ公園案内所（Largo Tacchi Venturi）
- 地下鉄 A線 コッリ・アルバーニ駅から南西へ約400m

ローマ水道橋公園案内所（Via Lemonia）
- 地下鉄 A線 スバウグスタ駅から南西へ約800m